# Époque ramesside
L'époque ramesside est une période de l'Égypte antique, subdivision du Nouvel Empire caractérisée par l'abondance de rois portant le nom de Ramsès. Cette époque est souvent nommée par l'adjectif ramesside qui devient un nom qualifiant la période. Elle s'étend sur les XIXe et XXe dynasties.
Ces deux dynasties sont considérées comme originaires du delta du Nil, et de tradition militaire. De fait Paramessou, le futur Ramsès premier du nom, a entamé sa carrière dans l'armée avant d'être promu vizir par Horemheb, dernier pharaon de la XVIIIe dynastie, lui-même un militaire de haut rang, qui finira par le choisir comme héritier.
Sous leur contrôle le pays gagne en puissance sur toute la région du Proche-Orient et depuis le Soudan jusqu'à l'Euphrate son influence est réelle et sensible dans les différents territoires contrôlés par Pharaon. Acculturation marquée de la Nubie jusqu'à la IVe cataracte, où de nombreux temples égyptiens s'élèvent au milieu de villes rassemblant égyptiens, nubiens et soudanais, et protectorat des cités-états phéniciennes qui assurent avec l'Égypte un commerce florissant sont les deux méthodes employées par l'administration de pharaon pour étendre son pouvoir. 
Au niveau international, l'Égypte est une puissance avec laquelle il faut compter. une nouvelle capitale est fondée dans le delta du Nil, Pi-Ramsès, qui devient la porte d'entrée du pays et le centre de la politique de l'empire.
Tout au long de cette période l'Égypte est doit faire face à de fréquents conflits armés :
- Conquête de Canaan sous Séthi Ier et conflit avec les Hittites.
- Guerre ouverte entre l'Égypte et l'empire hittite sous Ramsès II.
- Guerre contre les Libyens sous Mérenptah.
- Guerre contre les Peuples de la mer sous Ramsès III.

Les arts et l'architecture se développent au gré de la puissance des souverains régnant. La richesse du pays est telle qu'un grand nombre d'objets manufacturés sortent des ateliers d'artistes que l'on retrouve à travers tout le pays dans les nombreuses cités et nécropoles. Si au début de la période l'héritage artistique de la XVIIIe dynastie est sensible il paraît s'estomper avec les règnes des Ramsès qui tentèrent de maintenir la puissance du pays malgré une situation internationale défavorable. 
C'est aussi une période au cours de laquelle certains troubles menacent le trône. Un grave conflit de succession après le règne de Mérenptah s'achèvera par la destitution de la dynastie en place au profit d'une nouvelle famille de militaire dont Sethnakht était le champion. Un complot de harem attente à la vie de Ramsès III et ses successeurs semblent se maintenir au prix d'alliances avec les grands dignitaires de l'époque et notamment le clergé d'Amon de Karnak qui gagne en puissance et en influence et finira sous le long règne de Ramsès IX par contrôler toute la Haute-Égypte alors que le roi reste maître du delta du Nil et de Memphis.
La guerre civile qui s'ensuit jette les bases des rapports politiques entre les principales forces du royaume de la XXIe dynastie dont le gouvernement hérite par bien des égards de cette situation, avant de céder la place à une nouvelle famille de militaires, cette fois-ci d'origine libyenne, la XXIIe dynastie.

## Rois ramessides

### XIXedynastie
De 1295 à 1188, inaugurée par Ramsès Ier et dont le long règne de Ramsès II couvre la plus grande partie de la dynastie :
- Ramsès Ier
- Séthi Ier
- Ramsès II
- Mérenptah
- Amenmes
- Séthi II
- Siptah
- Taousert

### XXedynastie
De 1188 à 1069, inaugurée par Sethnakht dont le fils Ramsès III est souvent considéré comme étant le dernier grand pharaon de l'Égypte antique :
- Sethnakht
- Ramsès III
- Ramsès IV
- Ramsès V
- Ramsès VI
- Ramsès VII
- Ramsès VIII
- Ramsès IX
- Ramsès X
- Ramsès XI
- Hérihor[3]